# Сенека і Нерон
Сенека і Нерон — монумент в місті Кордова, Іспанія, створений скульптором Едуардо Барроном на честь політичного діяча і філософа Стародавнього Риму Сенеки, уродженця Кордови.

## Сенека— вихователь імператора Нерона
Добрим оратором був уже батько Сенека-старий. Аби дати синам освіту і сприяти їх державній кар'єрі, він і переїхав з провінції Іберії(теперішня Іспанія) в Рим. Луций Сенека захопився філософією з молодих років, мав здібності, а згодом посів і державну посаду. За звинуваченнями, однак був відправлений у заслання на Корсику, де пробув вісім років. В Римі до влади прийшла Агріппіна Молодша, що стала імператрицею. Вона і допомогла повернутися у столицю Філософу. Саме імператриця і доручила виховання свого єдиного сина філософу, бо готували того до влади.

## Монумент «Сенека і Нерон»
У величній ї загрозливій позі сидить імператор Нерон, влада якому дісталася без виснажливої боротьби у 16 років. Молода людина без великого і різнобічного досвіду потребувала мудрих радників. Одним з них і був Сенека. Йде важка розмова. І Сенека намагається переконати пихатого володаря, вказуючи на текст сувою. Вони ще поряд, але небезпека вже народилась. І прийде час, коли жорстокий Нерон вимагатиме смерті свого вихователя. Сенеку спонукали до самогубства, що нагадало сучасникам і смерть давньогрецького філософа Сократа.Упертий Нерон таки отримає труп Сенеки…
Скульптор вдало показав труднощі стану Сенеки, що багато знав, але мало що міг. Його слухали, але робили все по-своєму чи навпаки. І тому так і залишилась відокремленою і невживаною мудрість, яку втілювала богиня мудрості Мінерва, що стоїть осторонь від Сенеки і Нерона.